# Dichiarazione di Londra

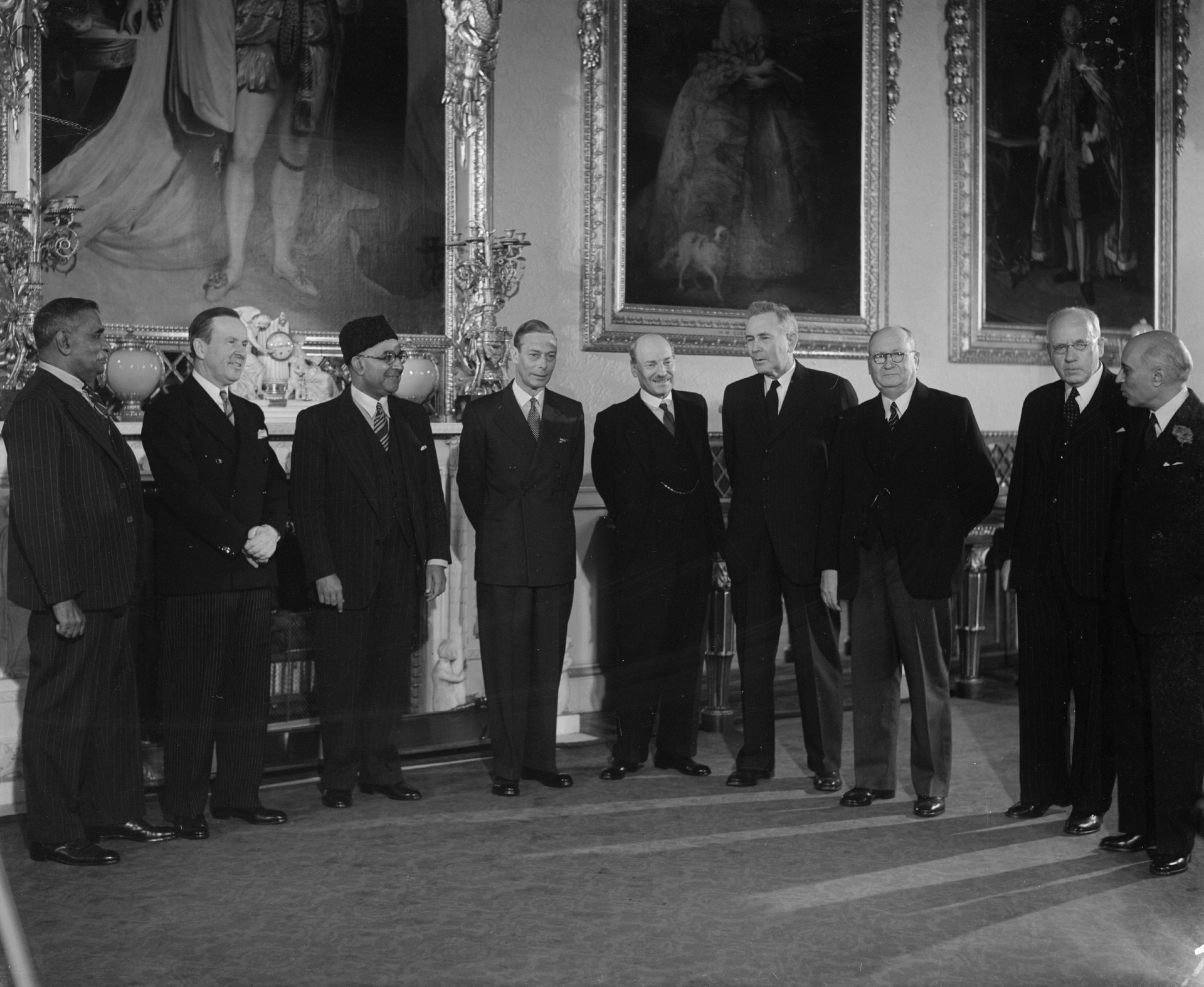
I primi ministri del Commonwealth e Giorgio VI a Buckingham Palace per la Conferenza, 1949

La Dichiarazione di Londra sulla permanenza dell'India nel Commonwealth, dopo l'adozione della forma di Stato repubblicana, fu emessa dalla Conferenza dei primi ministri dell'organizzazione nel 1949.
Predisposta dallo statista indiano V. K. Krishna Menon, la dichiarazione sancì l'accordo dei primi ministri sulla permanenza del paese nel Commonwealth. Il governo dell'India si impegnò a riconoscere il re come rappresentante della libera associazione tra Stati indipendenti e capo del Commonwealth.
La dichiarazione interessava solo l'India in via d'eccezione, e riaffermava la fedeltà alla corona da parte degli altri membri ponendo in premessa il riconoscimento del re come capo del Commonwealth. In tal modo rappresentò tuttavia il precedente che ammise la compatibilità della forma repubblicana di un paese con l'appartenenza all'organizzazione, e segnò pertanto la nascita del moderno Commonwealth of Nations.